# Á
Á, á (a con acento agudo) es una letra de los idiomas apache occidental, checo, eslovaco, español, feroés, gaélico escocés, galés, gallego, húngaro, irlandés, islandés, kazajo, lakota, lapón, navajo, neerlandés, occitano, portugués y vietnamita.

## Utilizado en diversos idiomas

### Checo, eslovaco, y húngaro
Tanto en el idioma checo como el eslovaco y el húngaro la á tiene el valor fonético de la a larga. Es la segunda letra de los alfabetos checo, eslovaco y húngaro.

### Chino
En la romanización del chino á es el tono yángpíng (陽平/阳平 "tono creciente") de "a".

### Español
En el idioma español, la Á está dentro de cada sílaba tónica, que difiere de la sílaba átona: en palabras agudas como: está, Panamá, capitán, quizás; en palabras llanas como: cráter; y en palabras esdrújulas y sobreesdrújulas como: cáscara, Málaga, fantástico, cántaselo, etc.

### Feroés
Á es la segunda letra del idioma feroés y se representa como /ɔ/ o /ɔaː/.

### Gaélico escocés
Á fue una vez usado en el Gaélico escocés, pero ha estado largamente sustituido por À. Aún puede ser visto en ciertos registros. pero no se usa muy frecuentemente en sus reglas ortográficas.

### Galés
las palabras tónicas se ubican en la penúltima sílaba, pero una forma de indicar tonicidad en la última vocal es mediante el uso de la tilde aguda. el acento agudo es frecuentemente usado en sustantivos verbales y préstamos lingüísticos. Por ejemplo: casáu (odiar), caniatáu (evitar), carafán (caravana).

### Irlandés
En irlandés, á se denomina a fada (a larga) pronunciado como [ɑː] y aparecen términos como slán (adiós). Es la única tilde diacrítica que se emplea en el irlandés moderno, desde la declinación del punto sobre muchas letras del idioma irlandés. Fada solo se usa en letra vocales (a, e, i, o, u). Significa una extensión de la vocal.

### Islandés
En el idioma islandés Á tiene el valor fonético de /ɔ/ o /ɔaː/.

### Kazajo
Á es la segunda letra del alfabeto latino kazajo y se representa fonéticamente como /æ/.

### Lapón
En el idioma lapón á es la segunda letra del alfabeto lapón. Se representa con el sonido /a/.

### Neerlandés
En neerlandés la á se utiliza para poner énfasis a la propia letra a como el ejemplo de háár (cabello) larga, y la breve como el verbo kán (poder).

### Vietnamita
En el alfabeto vietnamita, á es un tono ascendente de a (tono de desplazamiento).

## Unicode
En Unicode, la mayúscula Á está codificada en U+00C1 y la minúscula á está codificada en U+00E1.
| Carácter      | Á                                 | Á                                 | á                               | á                               |
| ------------- | --------------------------------- | --------------------------------- | ------------------------------- | ------------------------------- |
| Unicode       | LATIN CAPITAL LETTER A WITH ACUTE | LATIN CAPITAL LETTER A WITH ACUTE | LATIN SMALL LETTER A WITH ACUTE | LATIN SMALL LETTER A WITH ACUTE |
| Codificación  | decimal                           | hex                               | decimal                         | hex                             |
| Unicode       | 193                               | U+00C1                            | 225                             | U+00E1                          |
| UTF-8         | 195 129                           | C3 81                             | 195 161                         | C3 A1                           |
| Ref. numérica | &#193;                            | &#xC1;                            | &#225;                          | &#xE1;                          |
| Ref. entidad  | &Aacute;                          | &Aacute;                          | &aacute;                        | &aacute;                        |